# 雙重效果論
雙重效果論（或雙果律、雙重效應原則、雙重效果原則、倫理結果原則、倫理雙果原則），也會被簡寫成DDE或PDE，是基督教哲學家和其他一些人提倡的一套倫理標準，用於評估當一個人原本合法的行為可能導致其他人本應避免的後果時，該行為的可允許性。雙重效果論的第一個已知例子是托馬斯·阿奎那在他的著作《神学大全》中對殺人自衛的處理。
在這套標準規定下，如果以下情況屬實，即使該良好行為可預見會附帶不可分割的有害影響，此行為依然是正當的：
- 行為的性質本身是好的，或者至少在道德上是中立的；
- 進行該行為的人有意去達成好的效果而不是壞的效果，無論是作為實現善的手段還是其本身的目的；
- 在嚴重到造成壞效果的情況下，好的效果大於壞的效果，並且進行該行為的人應盡量減少損害。[3]

## 外部連結
- Stanford Encyclopedia of Philosophy entry （页面存档备份，存于）
- PhilPapers Bibliography: 'Doctrine of Double Effect'  （页面存档备份，存于）